# Michelsonův–Morleyův experiment

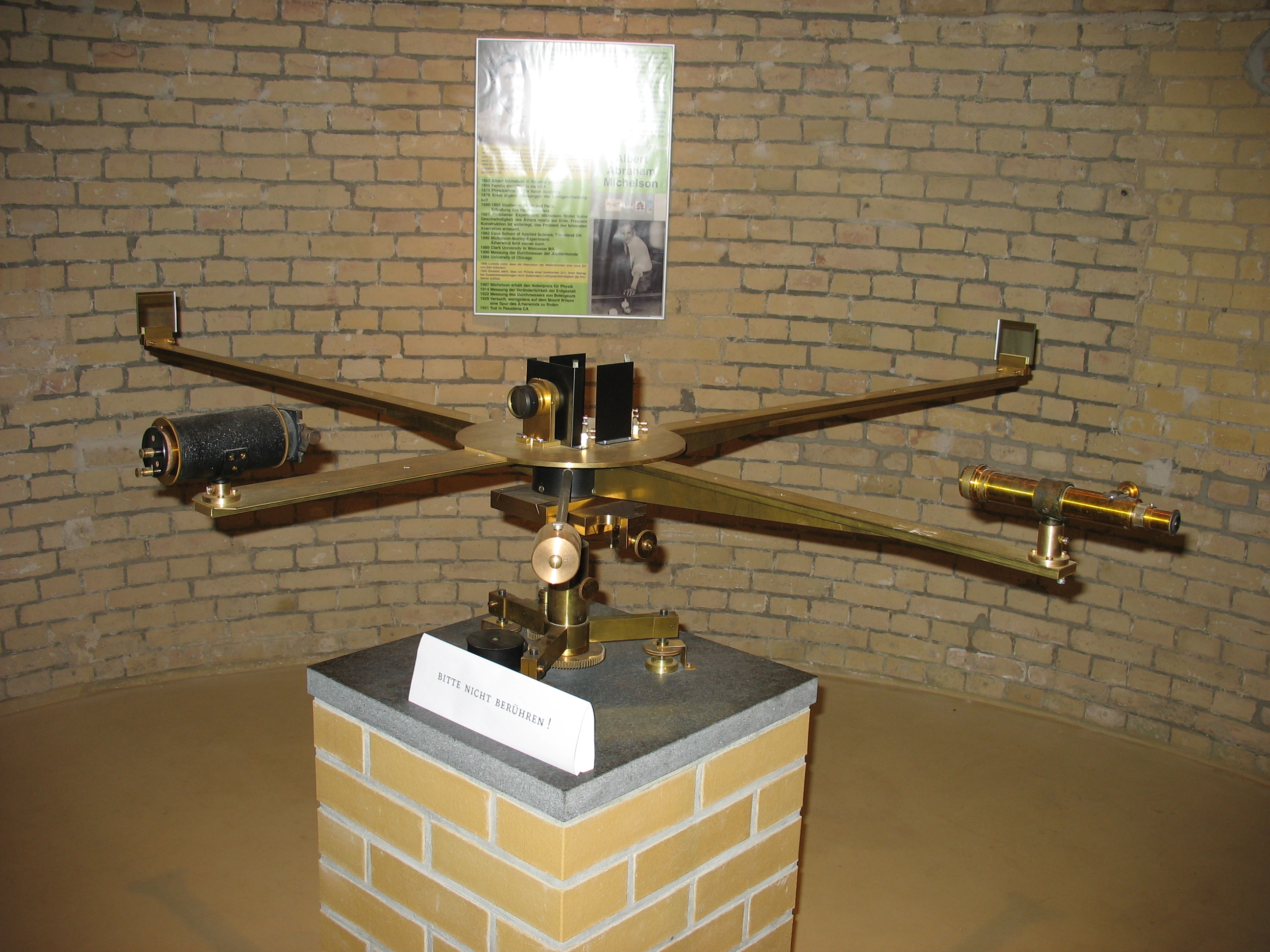
Model Michelsonova přístroje z roku 1881

Michelsonův-Morleyův experiment je slavný pokus, který chtěl změřit vliv éteru na rychlost světla. Poprvé jej provedl americký fyzik Albert Abraham Michelson roku 1881 v Berlíně, podruhé spolu s chemikem E. Morleym v Clevelandu (Ohio). Překvapivý výsledek pokusu, kdy se žádné zpomalení éterem neprokázalo, podnítil velkou revizi fyziky a vytvoření speciální teorie relativity.

## Hypotézy

Éterový vítr

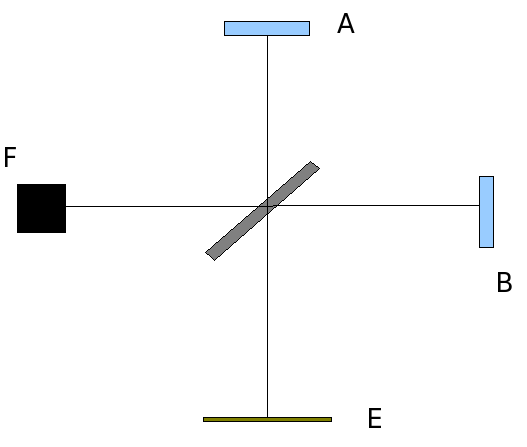
Schéma Michelsonova přístroje

Dráhy paprsků v přístroji, vpravo za předpokladu zpomalení světla éterovým větrem

Až do konce 19. století se vědci domnívali, že jako jsou zvukové vlny vlněním nějakého látkového prostředí (média), je i světlo vlněním hypotetického éteru. Ten by vzhledem k vysoké rychlosti světla musel mít velmi nízkou hustotu a přímo by se zpomalení nedalo změřit. Francouzský fyzik Augustin-Jean Fresnel vyslovil hypotézu, že éter je v celém vesmíru více méně nepohyblivý, takže by se k měření dal využít tzv. éterový vítr. Ten by vznikal relativním pohybem Země kolem Slunce (asi 30 km/s, 108 000 km/h, což je asi 1/10 000 rychlosti světla), případně i pohybem Slunce kolem centra Galaxie, který je ještě rychlejší. Tento vítr by měl v daném místě a daném okamžiku určitý směr a rychlost, které by se ovšem díky otáčení Země během dne měnily.

## Michelsonův přístroj
Roku 1877 předvedl Michelson model přístroje, později nazvaného Michelsonův interferometr: paprsek světla ze zdroje F dopadá na polopropustné zrcadlo, umístěné pod úhlem 45° uprostřed přístroje. Část paprsku se pohybuje přímo, odrazí se od zrcadla B zpět a od polopropustného zrcadla do detektoru E. Druhá část paprsku se od zrcadla odrazí na zrcadlo A a odtud zpět do detektoru. Část své dráhy tedy oba paprsky proběhly ve směrech vzájemně kolmých, a pokud by éterový vítr skutečně existoval, mělo by se to na jejich rychlostech projevit. Detektor E umožnil pozorovat interference dopadajících vln, pokud se cestou rozdílně zpozdily. Celý přístroj byl otočně uložen na pevném základě a Michelson očekával, že při různých nastaveních naměří různé rozdíly v rychlosti světla éterem.

## Pokusy
Při studijním pobytu v Berlíně v letech 1880–1881 Michelson přístroj zkonstruoval a nainstaloval v Postupimi, ale výsledky nebyly zcela přesvědčivé. Do roku 1887 jej s Morleym podstatně zdokonalili a v Clevelandu pokus opakovali opět se záporným výsledkem: žádný fázový posun světla se nepodařilo naměřit. V následujících letech byl pokus mnohokrát zopakován s daleko dokonalejším zařízením, v 50. letech 20. století s použitím laseru a později i s vysokofrekvenčními rezonátory. Jejich jednoznačné výsledky definitivně vyvrátily éterovou hypotézu.

## Výsledky
Světelné, tedy elektromagnetické vlnění se od mechanického zásadně liší tím, že není vlněním nějaké látkové substance. Výsledky Michelsonova-Morleyova experimentu se roku 1882 pokusil vysvětlit nizozemský fyzik Hendrik Antoon Lorentz hypotézou kontrakce délek, na niž navázal Albert Einstein speciální teorií relativity. Pozdější a stále přesnější měření rychlosti světla ji pak nepřímo potvrdily.